# Domaschnjaja-Bank
Koordinaten: 67° 39′ S, 45° 50′ O
Die Domaschnjaja-Bank (russisch Банка Домашняя Banka Domaschnaja) ist eine Bank vor der Küste des ostantarktischen Enderbylands. Sie liegt unweit der Molodjoschnaja-Station in einer Tiefe von nur 0,6 m unter dem Meeresspiegel.
Teilnehmer einer sowjetischen Antarktisexpedition (1961–1962) kartierten sie und benannten sie vermutlich nach der Nähe zur Forschungsstation. Die russische Benennung bedeutet so viel wie Heimische Bank.